# 漢斯氏牙花鮨
漢斯氏牙花鮨，為輻鰭魚綱鱸形目鱸亞目鮨科的其中一種，分布於西大西洋的波多黎各海域，體長可達15.5公分，為底棲性魚類，屬肉食性，生活習性不明。

## 擴展閱讀
維基物種上的相關：漢斯氏牙花鮨